# Бурленге
Бурленге (швед. Borlänge) — місто в центральній частині Швеції, у лені Даларна на річці Дальельвен. Населення становить 41744 чоловік (2010).
У другій половині 20 століття — найзначніший центр чорної металургії в країні, з виробництвом понад 1 млн т сталі на рік. У місті є целюлозно-паперовий комбінат, ГЕС.

## Відомі особистості
В поселенні народився:
- Юссі Бйорлінг (1911—1960) — шведський оперний співак